# Tommaso Salini

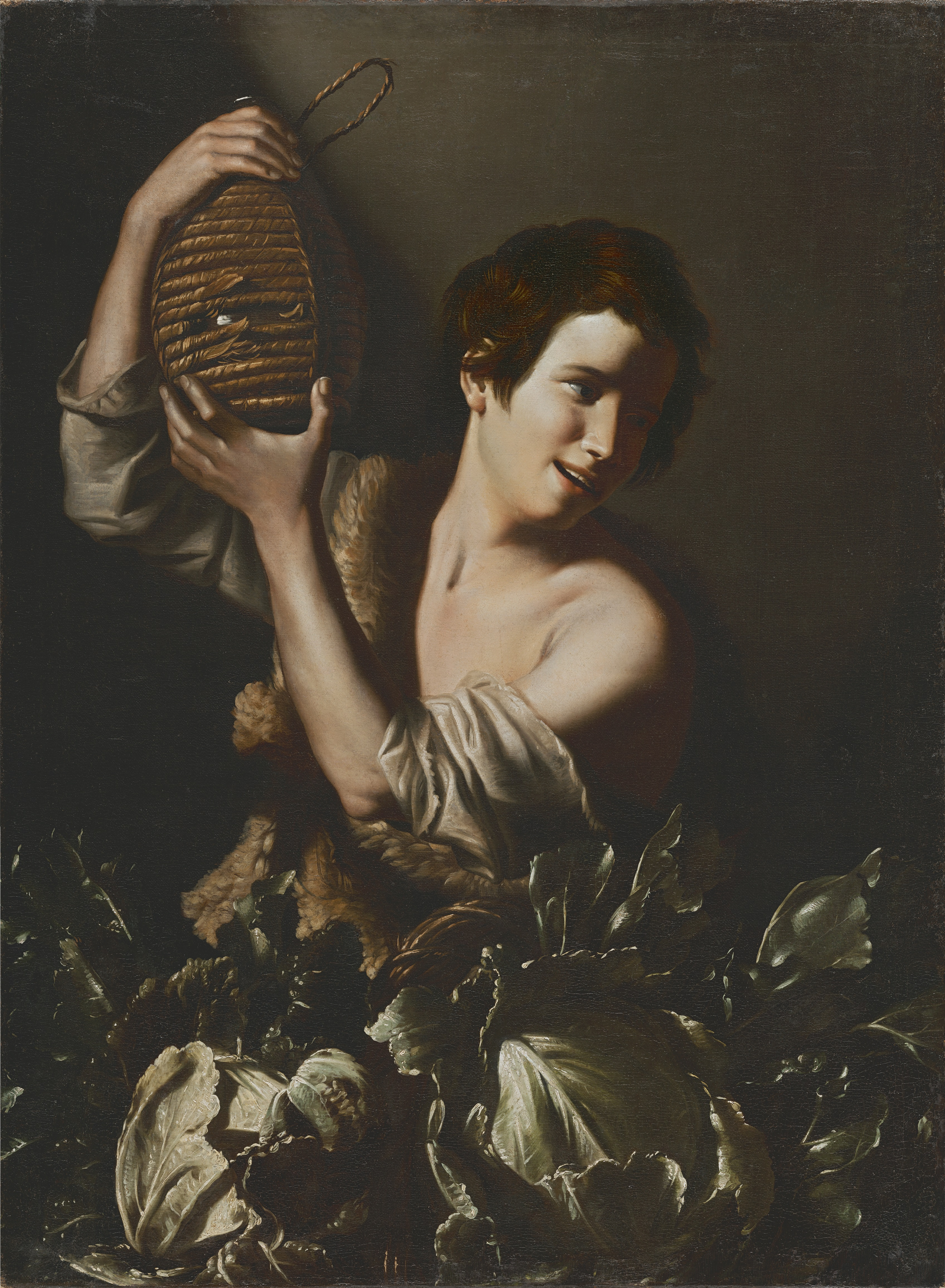
Muchacho con garrafa y repollos, Museo Thyssen-Bornemisza, Madrid.

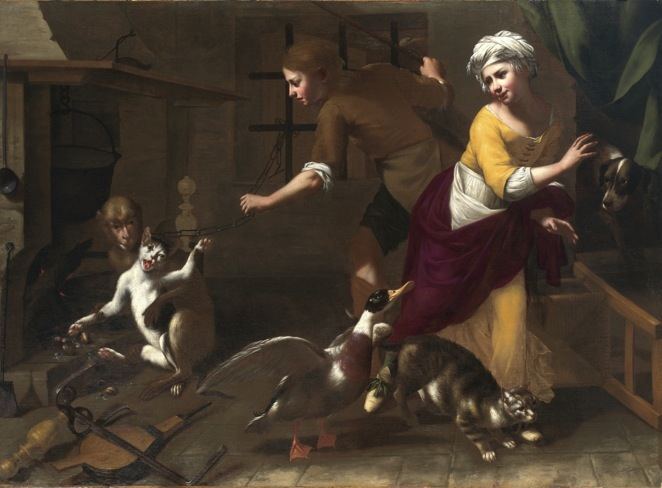
Una fábula de Esopo, Whitfield Fine Art, Londres.

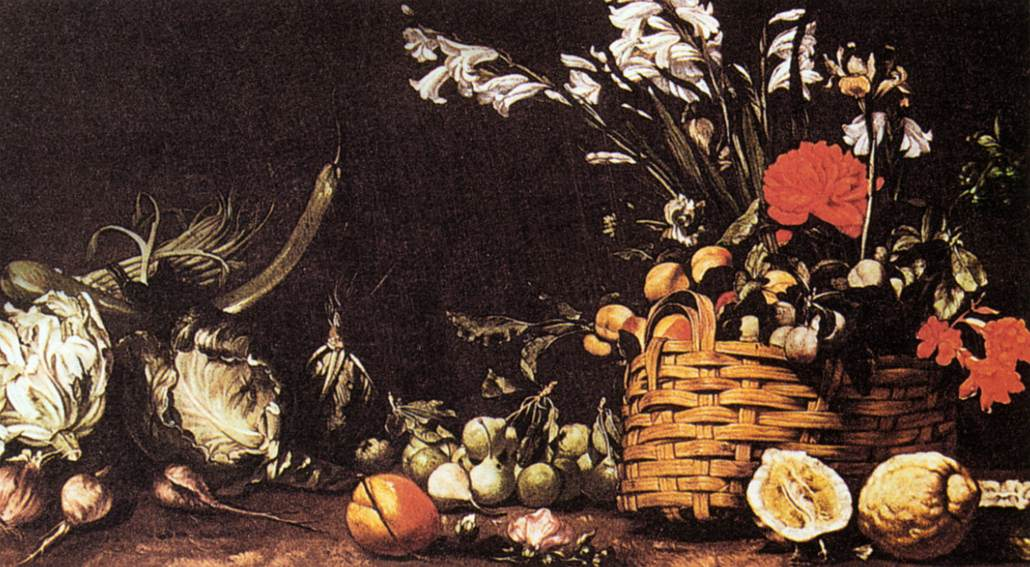
Bodegón con flores y frutas, Pinacoteca del Castillo Sforzesco, Musei Civici di Milano.

Tommaso Salini, conocido como Mao (Roma, c. 1575 - Roma, 13 de septiembre de 1625) fue un pintor italiano del Barroco.

## Biografía
Hijo de un escultor, merece su fama sobre todo por haber sido testigo de Giovanni Baglione, su amigo y biógrafo, en el pleito que este tuvo con Caravaggio. Su especialidad fueron los cuadros religiosos, las naturalezas muertas y las obras de género.
Ingresó en la Accademia di San Luca en 1605 para ser expulsado poco después y readmitido en 1618. De carácter turbulento, mantuvo una áspera disputa con el presidente de la Accademia, Antiveduto Grammatica, que provocó la destitución de este último y su sustitución por Simon Vouet. Fue condecorado con la Orden de la Espuela de Oro; también fue miembro de la Congregazione de' Virtuosi al Pantheon. Entre sus discípulos destaca su sobrino Mario Nuzzi, celebrado pintor de flores.